# Фронтило (Мачерата)
Фронтило (итал. Frontillo) насеље је у Италији у округу Мачерата, региону Марке.
Према процени из 2011. у насељу је живело 18 становника. Насеље се налази на надморској висини од 581 м.